# Plama słoneczna

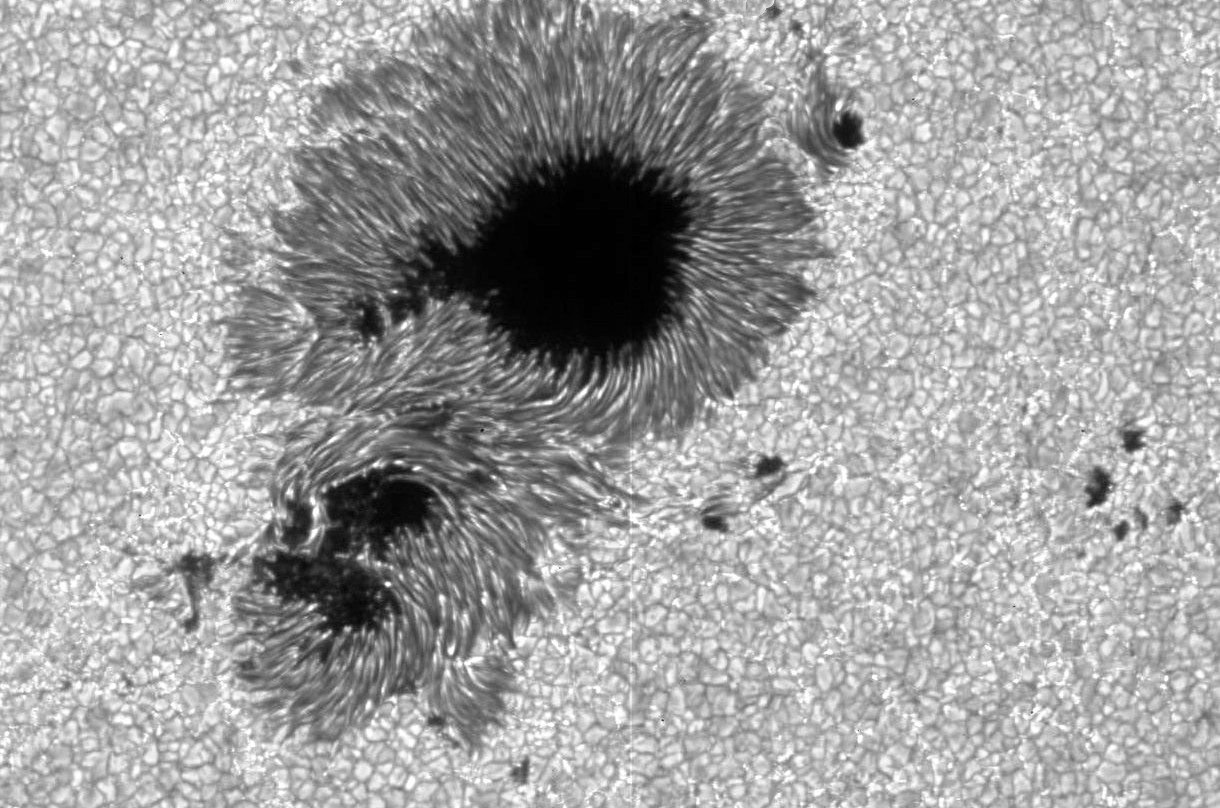
Granulacja powierzchni Słońca w pobliżu plam. Dwie duże plamy ze wspólnym półcieniem, z prawej pory.

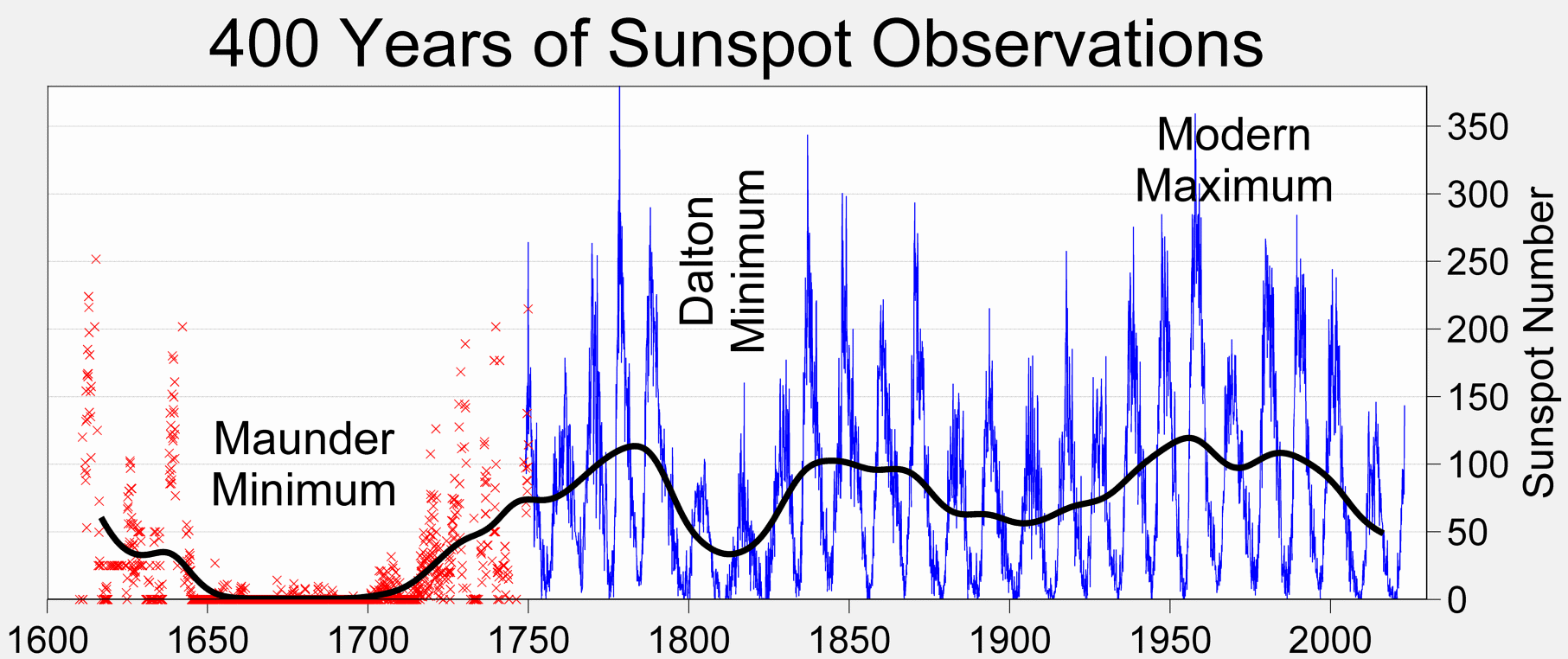
Liczba plam słonecznych. Wskazano minima Maundera i Daltona

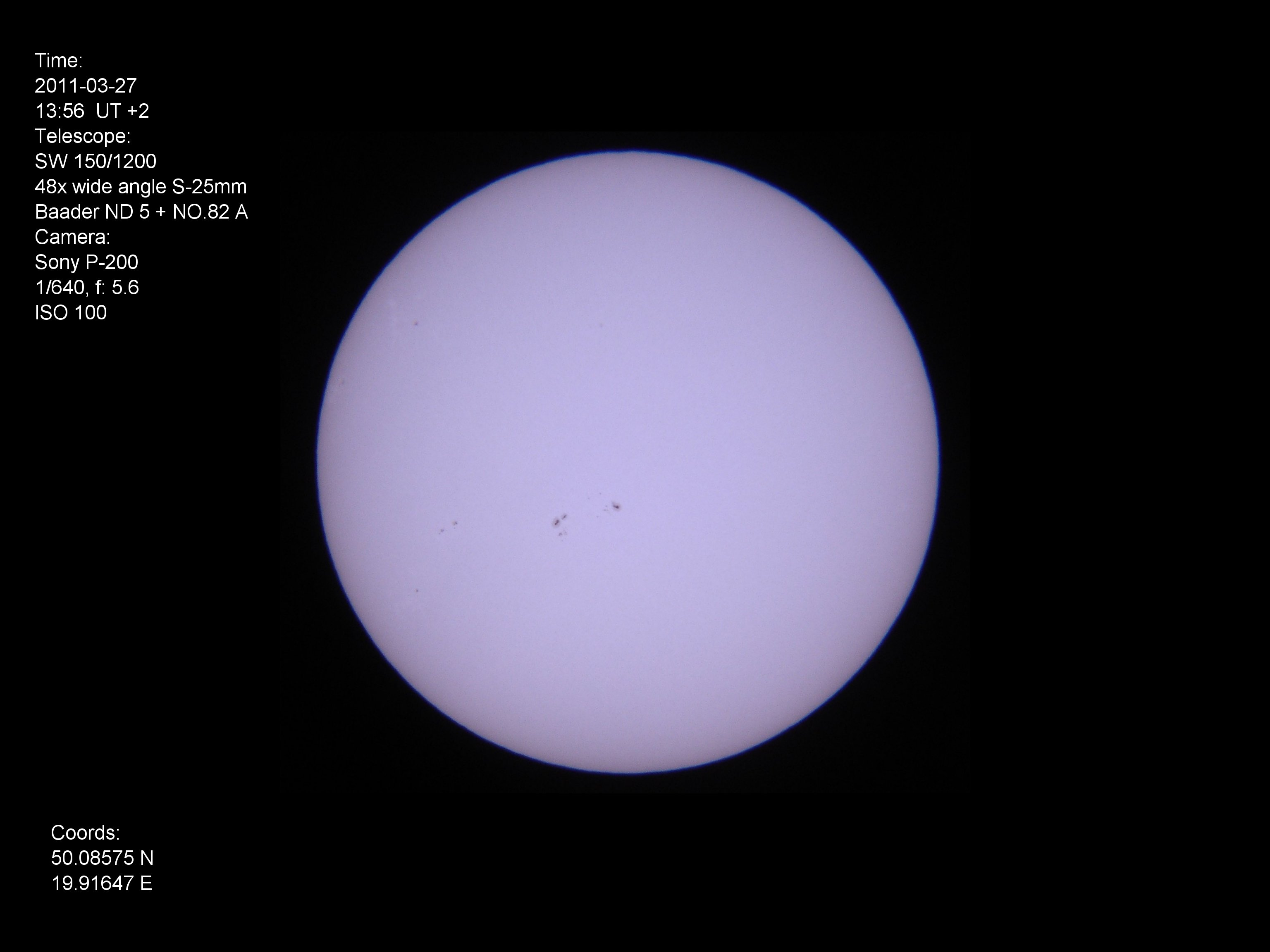
Słońce z widocznymi plamami, w świetle widzialnym, przy użyciu filtra słonecznego Baader ND5

Plama słoneczna – widoczny ciemniejszy obszar na powierzchni Słońca (fotosfera), którego cechami są temperatura niższa niż temperatura otoczenia i silne pole magnetyczne (kilka tesli). Mimo jasności (temperatura ok. 4000-5000 K) kontrast z otoczeniem o temperaturze ok. 6000 kelwinów powoduje, że plamy słoneczne wydają się mieć kolor czarny.
Liczba plam słonecznych jest wyznaczana od roku 1849, a oszacowano ją dla okresu od roku 1500 i wcześniejszego. Największe liczby dzienne plam stwierdzono podczas cyklu XIX, czyli pod koniec lat pięćdziesiątych.
Liczba plam słonecznych jest powiązana z natężeniem słonecznego promieniowania. Ponieważ plamy są ciemne, naturalnym jest przypuszczenie, że więcej plam słonecznych oznacza mniejsze promieniowanie Słońca. Jednakże otaczające obszary są jaśniejsze i całkowity efekt jest taki, że więcej plam oznacza jaśniejsze Słońce. Wahania są małe (ok. 0,1%), jednak okresowi Minimum Maundera przypisuje się ochłodzenie klimatu i zmniejszenie średniej temperatury na powierzchni Ziemi o ponad 1 °C (zobacz – Mała epoka lodowa).

## Historia
Pierwsze wzmianki o plamach słonecznych pochodzą z piątego wieku przed naszą erą. Chińscy obserwatorzy byli w stanie dostrzec plamy w czasie burz piaskowych, które w tym regionie najczęściej zdarzają się na wiosnę.
Po raz pierwszy przez teleskop obserwowane były w końcu roku 1610 przez fryzyjskich astronomów Johannesa i Davida Fabriciusów, którzy opublikowali opis w czerwcu 1611, oraz Thomasa Harriota w Anglii. W późniejszym czasie Galileusz pokazywał plamy słoneczne astronomom w Rzymie, a Christoph Scheiner zjawisko miał zaobserwować nawet kilka dni wcześniej. Opublikowanie tego rezultatu pod pseudonimem, spowodowało ripostę Włocha, który stwierdził, że plamy dostrzegł już w 1610 roku.
Plamy słoneczne umożliwiły wyznaczenie okresu rotacji Słońca, choć przez wielu były interpretowane jako planety, a pogląd ten pojawił się ponownie nawet za czasów Leverriera, gdy usiłowano odnaleźć hipotetyczną planetę Wulkan.
Heinrich Schwabe opublikował w 1844 artykuł w „Astronomische Nachrichten” o okresowości zmian w liczbie grup. Zjawisko to współcześnie znane jest pod nazwą cyklu jedenastoletniego.

## Fizyka

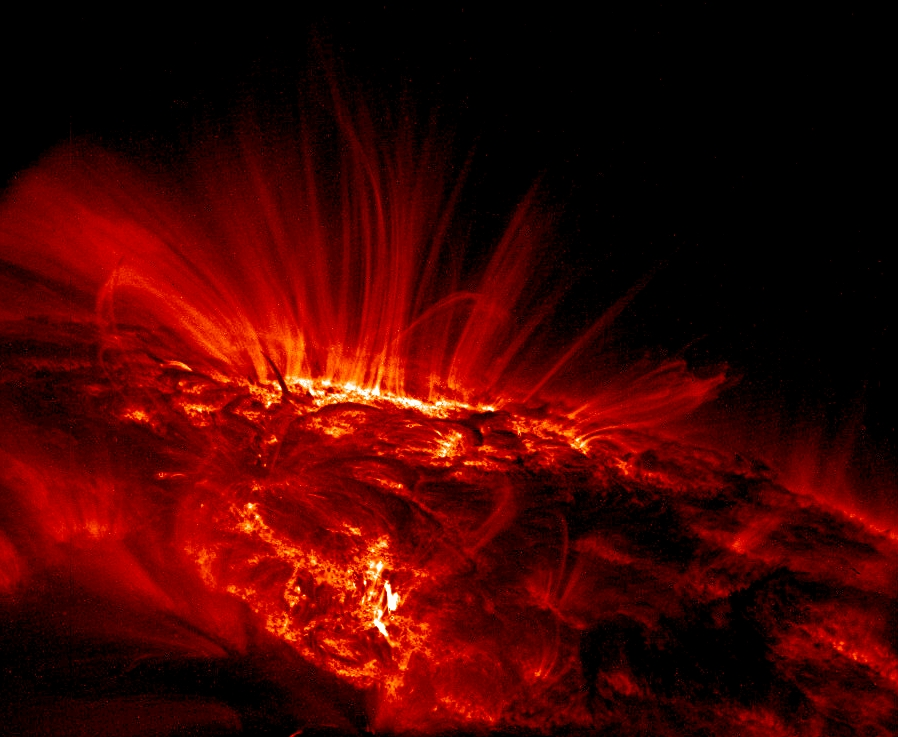
Obszar aktywny 9169 widziany w ultrafiolecie, jasne obszary to gaz korony słonecznej o bardzo wysokiej temperaturze. Zdjęcie z sondy TRACE należącej do NASA

Na podstawie badań spektroskopowych wiadomo, że pole magnetyczne w obszarze plam słonecznych jest intensywniejsze niż średnie pole w fotosferze. Konwekcja w otoczce gwiazd ciągu głównego, tego samego typu co Słońce, unosi ku powierzchni tuby pola magnetycznego, zaś rotacja różnicowa gwiazdy, czyli zależna od szerokości heliograficznej (prędkość obrotowa jest największa na równiku), powoduje że mogą wydostawać się ponad fotosferę. W obszarze plamy konwekcja jest mniej wydajna ze względu na pole magnetyczne, nie znika natomiast strumień energii, ale przenoszony jest jako fale magnetohydrodynamiczne. W obszarze cienia i półcienia poziom fotosfery jest niższy, a przyczyną tego jest mniejsza gęstość plazmy wskutek intensywności pola magnetycznego plam słonecznych; tzw. efekt Wilsona.
Wielkość silnego pola magnetycznego w obszarze plam słonecznych określa się badając rozszczepienie linii spektralnych (efekt Zeemana). Plamy słoneczne pojawiają się parami, z przeciwstawną biegunowością magnetyczną. Nawet jeśli plama jest pojedyncza towarzyszy jej obszar pola magnetycznego o przeciwnej biegunowości. Od cyklu do cyklu biegunowość plam słonecznych przedniej i tylnej zmienia się z układu północ/południe na południe/północ i z powrotem. Pary plam często rozbudowują swą strukturę będąc potem obserwowane w grupach.
W obszarze plamy słonecznej rozróżnialne są dwie struktury:
- cień (temperatura ok. 3700 K, typ widmowy K3-K5)
- półcień (temperatura ok. 5700 K, typ widmowy G2)

Małe, pozbawione półcienia plamy nazywane są czasem porami słonecznymi.
Ciśnienie pola magnetycznego można interpretować jako odpychanie, które powoduje zmniejszanie gęstości plazmy słonecznej w obszarze i powstanie plamy. Silnie rozgrzana plazma Słońca jest bardzo dobrym przewodnikiem prądu elektrycznego. Ponieważ cząstki naładowane poruszają się wzdłuż linii pola magnetycznego zachodzi zjawisko wmrożenia pola w plazmę, które sprawia, że pole magnetyczne porusza się wraz z plazmą.
Plama słoneczna może utrzymywać się nawet kilka tygodni (średnio ok. dwóch).
Metody badawcze umożliwiają wykrywanie fal mechanicznych (dźwiękowych) rozchodzących się w fotosferze Słońca. Obserwacje z SOHO pozwalają na podstawie wykrytych fal na określenie ruchu materii pod powierzchnią Słońca. Z obserwacji wynika także heliczność ruchów plazmy w obszarze pola magnetycznego, np. w plamach.
Aktywność plam słonecznych wykazuje 11-letnią cykliczność. Okres największej aktywności w czasie tego cyklu nosi nazwę słonecznego maksimum, a czas najniższej aktywności to słoneczne minimum. Na początku cyklu plamy pojawiają się w większych szerokościach heliograficznych, a później, w miarę zbliżania się maksimum cyklu, przemieszczają się w kierunku równika. Zjawisko to opisuje prawem Spörera.
Statystyka występowania plam słonecznych oprócz najbardziej istotnego cyklu o okresie 11 lat wymienia cykl 22 letni (co drugi miałby być mniej intensywny, ale zasada ta w kontekście zmian liczby plam słonecznych jest słabo spełniona). Taką okresowość obserwuje się także w większości innych przejawów aktywności słonecznej, a ta jest skutkiem zmian w słonecznym polu magnetycznym, które zmienia polarność z takim właśnie okresem. Wyznaczono także cykl dłuższy.

## Klasyfikacja plam według McIntosha
Klasyfikacja McIntosha oparta jest na standardowym systemie zapisu w postaci 3-składnikowych grup liter: XYZ, gdzie:
X opisuje typ grupy plam,
Y opisuje rodzaj półcienia głównej plamy,
Z opisuje rozmieszczenie plam w grupie.
Pierwsza litera (X):
- A – Mała pojedyncza plama. Jest to albo początkowa albo końcowa faza ewolucji grupy plam.
- B – Dwubiegunowa grupa plam bez półcieni.
- C – Dwubiegunowa grupa plam, z których jedna ma półcień.
- D – Dwubiegunowa grupa plam, która rozciąga się na mniej niż 10 stopni długości heliograficznej. Plamy skrajne posiadają półcienie.
- E – Dwubiegunowa grupa plam, rozciągająca się na 10 – 15 stopni długości heliograficznej. Plamy skrajne posiadają półcienie.
- F – Dwubiegunowa grupa plam, rozciągająca się na więcej niż 15 stopni długości heliograficznej. Plamy skrajne posiadają półcienie.
- H – Jednobiegunowa grupa plam z półcieniem.

Druga litera (Y):
- x – Brak półcieni.
- r – Półcień jest szczątkowy, niekompletny, dość jasny – otacza tylko największą plamę.
- a – Mały, asymetryczny półcień dookoła największej z plam.
- s – Mały, symetryczny półcień. Największa plama ma dobrze wykształcony, kołowy lub eliptyczny półcień. Średnica półcienia nie przekracza 2.5 stopnia w kierunku równoleżnikowym.
- k – Duży, niesymetryczny półcień, o własnościach takich jak w klasie a. Średnica półcienia przekracza 2.5 stopnia w kierunku równoleżnikowym.
- h – Duży, symetryczny półcień o własnościach takich jak w klasie s. Średnica półcienia przekracza 2.5 stopnia w kierunku równoleżnikowym.

Trzecia litera (Z):
- x – Dla grup unipolarnych (klasy A i H) niedefiniowalny.
- o – Otwarta. Istnieje kilka małych plam pomiędzy plamą prowadząca a plamą postępującą.
- i – Pośrednia. Istnieją liczne plamy pomiędzy plamą prowadząca a plamą postępującą. Plamy wewnętrzne nie mają półcieni.
- c – Zwarta. Istnieją liczne, dobrze wykształcone plamy pomiędzy plamą prowadząca a plamą postępującą. Co najmniej jedna z nich posiada półcień. Może zdarzyć się tak, że cała grupa plam ma jeden duży wspólny półcień.

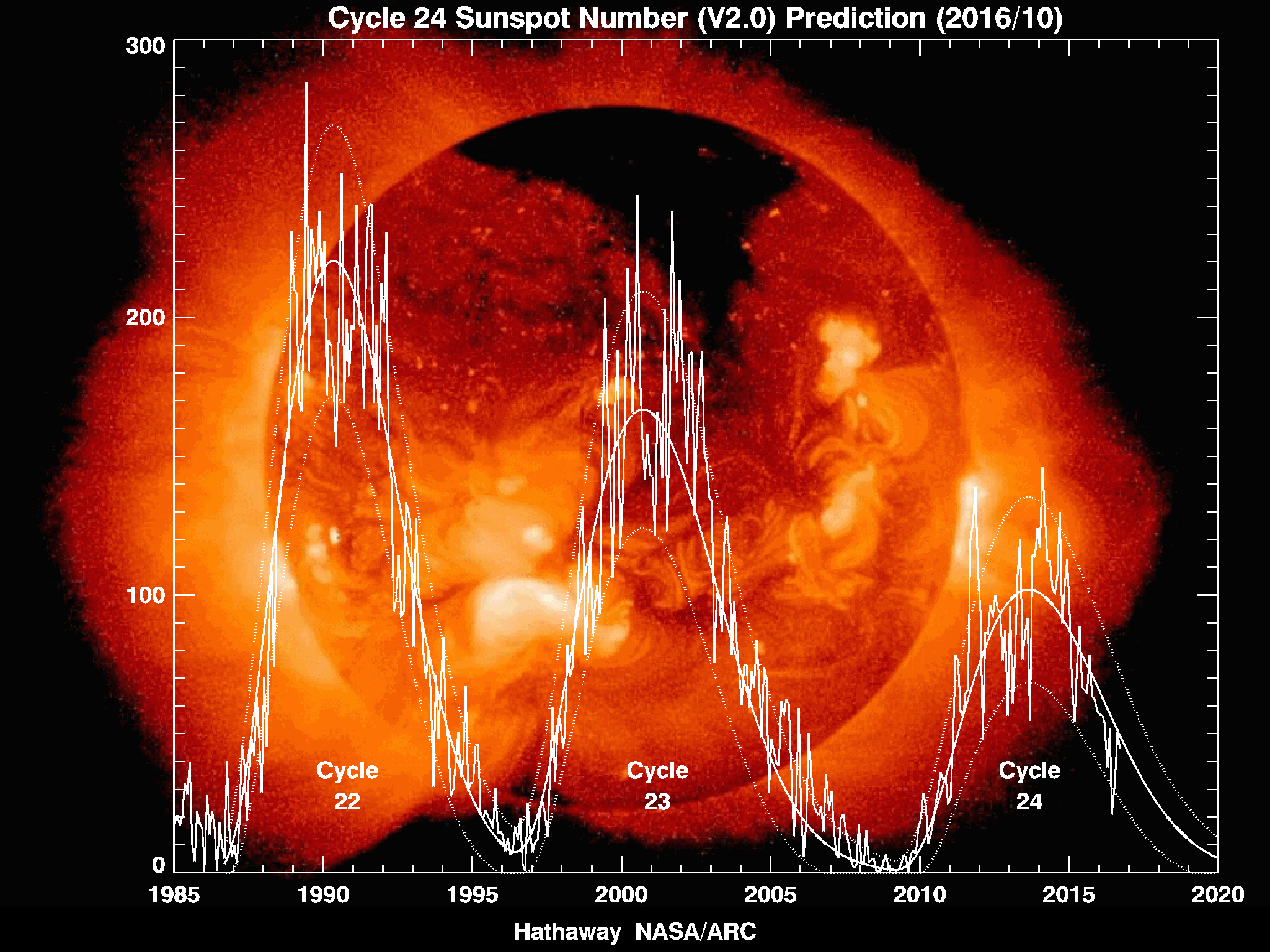
Liczba plam słonecznych, wygładzony przebieg i prognoza

## Z najnowszej historii
Obecnie (2020) Słońce znajduje się w 25. cyklu aktywności. Przyjmuje się, że początek cyklu nastąpił w 2020 roku, a maksimum wygładzonej liczby plam słonecznych wystąpi w sierpniu 2025 roku.
Na przełomie 23. i 24. cyklu wystąpił dłuższy niż zwykle okres o bardzo małej liczbie plam słonecznych. 4 stycznia 2008 roku zaobserwowano plamy słoneczne o odwrotnej biegunowości wskazujące, że cykl słoneczny znajduje się w pobliżu minimum, czyli początku kolejnego 24. cyklu słonecznego, którego maksimum było przewidywane na 2011–2012 rok. W informacji podanej w dniu 1 kwietnia 2009 roku przez NASA stwierdzono, iż obecny przedział czasu, w którym na Słońcu nie obserwowano plam jest bardzo długi – ostatni porównywalny z obecnym miał miejsce w roku 1913. Na tej podstawie przewidziano, że następne maksimum aktywności słonecznej wypadnie w 2012 lub 2013 roku.